# Cercle démocrate, républicain et social
De Cercle démocrate, républicain et social Cdrs, Nederlands: Democratische, republikeinse en sociale kring, was een politieke partij in Frankrijk,  die op 24 januari 2007 werd opgericht maar slechts kort bestond. De partij richtte zich op het  politieke centrum en volgde de ideologie van de Parti social-démocrate PSD, die van 1973 tot 1995 bestond. De oprichters van de Cdrs waren André Santini, die van de PSD kwam, Hervé Marseille, Francis Decourrière, Pierre-Christophe Baguet en Valérie Létard, allen oud-leden van de Parti social-démocrate, en na de opheffing van die partij actief binnen de Nouvelle UDF of de Union pour un Mouvement Populaire UMP en aanhangers van president Nicolas Sarkozy. Doelstelling van de oprichters was om de democratische, sociale en republikeinse ... waarden te bevorderen.
Er is na 2008 niets meer van de Cercle démocrate, républicain et social vernomen.